# Progyndes basiliscus
Progyndes basiliscus is een hooiwagen uit de familie Gonyleptidae.